# ببغاء أنيق
ببغاء أنيق (باللاتينية: Neophema elegans) (بالإنجليزية: Elegant parrot)‏ ، هو نوع ينتمي إلى بستاكوليداي (فصيلة: Psittaculidae) .